# Verné Lesche
Verné Lesche, née le 11 octobre 1917 à Helsinki et morte le 21 avril 2002, est une patineuse de vitesse finlandaise.
Très vite, elle atteint son plus haut niveau international avec un premier record du monde non homologué le 19 février 1933 à l'âge de 15 ans. Elle concourt dans les années 1930 en étant championne de Finlande en toutes épreuves de 1933 à 1945. En 1939 à Tampere, elle devient championne du monde féminine avant l'entrée dans la Seconde Guerre mondiale. À la reprise des mondiaux à Drammen en 1947, elle conserve son titre après 8 ans d'absence de compétition internationale.
Elle réalise son dernier record du monde au 5 000 m lors des championnats du monde de 1949 à Kongsberg.

## Records personnels
| Compétition     | Record  | Date            | Ville     | WR     |
| --------------- | ------- | --------------- | --------- | ------ |
| 500 m           | 50,5    | 12 février 1934 | Oslo      | 51,3   |
| 1 000 m         | 1.44,9  | 31 janvier 1937 | Davos     | 1.42,3 |
| 1 500 m         | 2.43,2  | 17 février 1935 | Helsinki  | 2.40,0 |
| 3 000 m         | 5.32,5  | 12 février 1949 | Kongsberg | 5.29,1 |
| 5 000 m         | 9.26,8  | 13 février 1949 | Kongsberg | 9.28,3 |
| Toutes épreuves | 217.347 | 31 janvier 1937 | Davos     | -      |
| Sprint          | 257.344 | 13 mars 1932    | Helsinki  | -      |

Verné Lesche a établi 4 records du monde.
| Compétition | Record  | Date            | Ville     |
| ----------- | ------- | --------------- | --------- |
| 1 500 m     | 2:49.0  | 26 février 1933 | Helsinki  |
| 1 000 m     | 1:45.7  | 11 février 1934 | Oslo      |
| 5 000 m     | 10:15.3 | 2 février 1936  | Stockholm |
| 5 000 m     | 9:26.8  | 13 février 1949 | Kongsberg |

## Championnats du monde toutes épreuves
- 1934 :  Argent
- 1936 :  Argent
- 1937 :  Bronze
- 1938 :  Argent
- 1939 :  Or
- 1947 :  Or
- 1948 : 6e
- 1949 : 5e